# کتی هافمن
کتی هوفمن (متولد ۱۹۸۵/۱۹۸۶) سیاستمدار دموکراتیک آمریکایی است که از سال ۲۰۱۹ به عنوان سرپرست آموزش عمومی آریزونا فعال است.

## تحصیلات و شغل
هافمن در سال ۲۰۰۹ مدرک لیسانس مطالعات ژاپنی در دانشگاه اورگن و کارشناسی ارشد آسیب‌شناسی گفتار زبان را در سال ۲۰۱۳ از دانشگاه آریزونا به دست آورد. او قبل از شروع حرفه خود به عنوان یک آسیب‌شناس گفتار زبان ،در مقطع پیش دبستانی تدریس می‌کرد. هافمن قبل از کسب مقام، به عنوان پاتولوژیست گفتار زبان در ناحیهٔ مدرسهٔ وحیل واحد و منطقهٔ مدرسهٔ پوریا یک کار می‌کرد.
هافمن به هر دو زبان ژاپنی و اسپانیایی مسلط است.